# Gymnostemon zaizou
Espèce
Synonymes
- Mannia zaizou (Aubrév. & Pellegr.) Aubrév.[1]

Statut de conservation UICN

 VU B1+2c : Vulnérable
Gymnostemon zaizou est une espèce de plantes de la famille des Simaroubaceae.

## Publication originale
- Bulletin de la Société Botanique de France 84: 184, f. 1. 1937.